# プリティ・ブライド
『プリティ・ブライド』（Runaway Bride）は1999年のアメリカ合衆国のロマンティック・コメディ映画。「プリティ・ウーマン」（1990年公開）で主演を務めたジュリア・ロバーツとリチャード・ギアが再び共演している。

## ストーリー
結婚式のたびに逃げ出す女「Runaway Bride（逃げ出す花嫁）」と彼女を記事にしようとしつこく食らいつく記者の2人が互いにぶつかりあいながらも次第に惹かれあって行く姿を描く。

## 登場人物
マギー・カーペンター
演 - ジュリア・ロバーツ
家業の金物屋を営んでいる女性。これまで3人の男性と婚約したが、いずれも結婚式当日にドタキャンしている。
アイク・グラハム
演 - リチャード・ギア
ニューヨークの記者でコラムニスト。
ペギー・フレミング
演 - ジョーン・キューザック
マギーの幼なじみの親友。美容師。
フィッシャー
演 - ヘクター・エリゾンド
アイクの親友で同僚。
エリー・グラハム
演 - リタ・ウィルソン
アイクの上司で元妻。今はフィッシャーの妻。
ウォルター・カーペンター
演 - ポール・ドゥーリイ
マギーの父親。妻を亡くしてから酒に溺れている。
マギーの祖母
演 - ジーン・シェトラー
ウォルターの母親。
ボブ・ケリー
演 - クリストファー・メローニ
マギーの現在（4番目）の婚約者。体育教師でアメフトのコーチ。
ジョージ・スウィリング
演 - レッグ・ロジャース
マギーの3番目の婚約者。昆虫学者。アイクに情報提供。
プレスマン夫人
演 - ジェーン・モリス
マギーの友人の中年女性。食堂で働く。
ベティ・トラウト
演 - ローリー・メトカーフ
マギーの友人女性。パン屋のケーキ職人。
ブライアン・ノリス
演 - ドナル・ローグ
マギーの2番目の婚約者。現在は神父に。
ギル・チャベス
演 - ユル・ヴァスケス
マギーの最初の婚約者。ロックとバラの模様を愛する。
コーリー・フレミング
演 - トム・ハインズ
ペギーの夫。マギーの高校時代の恋人。地元の人気ラジオアナウンサー。
ルー・トラウト
演 - アラン・ケント
カーペンター家の友人。
エレイン
演 - リサ・ロバーツ・ギラン
アイクの同僚女性。マンハッタンからアイクの結婚式にやって来る。
シンディー
演 - キャスリーン・マーシャル
マギーの従姉妹。独身。
デニス
演 - ギャレット・ライト
ボブの生徒。マギーと結婚するつもりでいる。
リー
演 - スコット・マーシャル
ポリー
演 - バーバラ・マーシャル
ケヴィン
演 - ラリー・ミラー
アイクの馴染みのバーのバーテンダー。
Tシャツ売り
演 - マーヴィン・ブレイバーマン

## キャスト
| 役名                     | 俳優                       | 日本語吹替   | 日本語吹替 |
| 役名                     | 俳優                       | ソフト版     | 機内上映版 |
| ------------------------ | -------------------------- | ------------ | ---------- |
| マギー・カーペンター     | ジュリア・ロバーツ         | 飯島直子     | 戸田恵子   |
| アイク・グラハム         | リチャード・ギア           | 磯部勉       | 安原義人   |
| ペギー・フレミング       | ジョーン・キューザック     | 安達忍       |            |
| フィッシャー             | ヘクター・エリゾンド       | キートン山田 |            |
| エリー・グラハム         | リタ・ウィルソン           | 藤木聖子     |            |
| ウォルター・カーペンター | ポール・ドゥーリイ         | 滝口順平     |            |
| マギーの祖母             | ジーン・シェトラー         | 麻生美代子   |            |
| ボブ・ケリー             | クリストファー・メローニ   | 菅原正志     |            |
| ジョージ・スウィリング   | レッグ・ロジャース         | 田中正彦     |            |
| プレスマン夫人           | ジェーン・モリス           | 翠準子       |            |
| ベティ・トラウト         | ローリー・メトカーフ       |              |            |
| ブライアン・ノリス       | ドナル・ローグ             | 茶風林       |            |
| ギル・チャベス           | ユル・ヴァスケス           |              |            |
| コーリー・フレミング     | トム・ハインズ             | 塩屋翼       |            |
| ルー・トラウト           | アラン・ケント             | 西川幾雄     |            |
| エレイン                 | リサ・ロバーツ・ギラン     | 亀井芳子     |            |
| シンディー               | キャスリーン・マーシャル   | 小金沢篤子   |            |
| デニス                   | ギャレット・ライト         | 岡野浩介     |            |
| リー                     | スコット・マーシャル       | 小野健一     |            |
| ポリー                   | バーバラ・マーシャル       | 真山亜子     |            |
| ケヴィン                 | ラリー・ミラー             |              |            |
| Tシャツ売り              | マーヴィン・ブレイバーマン | 緒方愛香     |            |

## 受賞・ノミネート
第9回MTVムービー・アワード
- ノミネート：女優賞 - ジュリア・ロバーツ